# التهاب اللثة التقرحي الناخر الحاد
التهاب اللثة التقرحي التنخري NUG هو مرض انتاني يصيب اللثة ويؤدي لالتهابها وحدوث نزوف وتقرحات وتموتات في النسيج اللثوي، وقد يؤدي الالتهاب أيضا لتظاهرات عامة تشمل الحمى والتعب.
أكثر ما يحدث لدى الأشخاص المعتلين أو المضعفين مناعياً.

## التسمية
يسمى أيضا بانتان فإنسانت Vincent's stomatitis وذلك على اسم الطبيب الفرنسي Jean Hyacinthe Vincent 1862-1950، ويسمى أيضا بفم الخندق trench mouth وذلك لأنه كان ينتشر بين الجنود المرابطين في الخنادق أثناء الحرب العالمية الثانية.
التسمية المعتمدة الحالية وفق تصنيف الأكاديمية الأمريكية لأمراض النسج حول السنية AAP لعام 1999 أسقطت كلمة حاد من التسمية القديمة - كان يسمى قديما : التهاب اللثة التقرحي التموتي الحاد-

## الأسباب
الجراثيم المسببة تتضمن جراثيما لا هوائية مثل :
عصوانية، مغزلية، بكتيريا ملتوية، بوريليا، لولبية
هذه الإصابة تحدث في حال زيادة تراكيز هذه البكتيريات في الفم وذلك بسبب مجموعة من العوامل المؤهبة مثل حمية غذائية سيئة، التدخين، الكحول، المخدرات، الكرب والسترس، وجود انتانات أخرى.

## المظاهر السريرية
قد تكون الإصابة محصورة بسن واحدة أو مجموعة أسنان أو قد تكون منتشرة في كامل الفم.
يتميز التهاب اللثة التقرحي التنخري بظهور مفاجِئ للأعراض, والتي تحدث في بعض الأحيان بعد انتان حاد بالسبيل التنفسي العلوي, وقد نجد في التاريخ الطبي للمريض تغذية سيئة, التدخين, عمل لفترات طويلة بدون راحة مناسبة، أو ضغط نفسي.
الآفات المميزة للمرض هي انخفاضات تشبه فوهات البركان على قمة الحليمات بين السنية والتي تمتد إلى اللثة الحفافية ونادراً ماتصل للثة الملتصقة.
يكون سطح اللثة مُغطى بغشاء كاذب ذو لون رمادي, وفي حال إزالة هذا الغشاء الكاذب تظهر حافة اللثة بلون أحمر وتكون لامعة ونازفة.
كذلك تكون الآفات حساسة جداً للمس، ويشتكي المريض من ألم يتفاوت في شدته وطعم معدني في الفم.
ويكون هناك تضخم عقد لمفاوية في المنطقة وارتفاع طفيف في حرارة الجسم. وفي الحالات الشديدة قد يحدث ارتفاع شديد في حرارة الجسم, وازدياد معدل النبض, كَثْرَةُ الكُرَيَّاتِ البِيْضاء، فقدان الشهية.

## المعالجة
تكون المعالجة بتخفيض عدد البكتيرات الموجودة في الفم:
- ميكانيكيا وذلك بتحسين جودة العناية الفموية بالتفريش، واجراء عملية تقليح للأسنان في العيادة - ولكن بشكل بسيط في الجلسة الأولى لأنه مؤلم جدا للمريض -
- كيميائيا عبر المضامض الفموية، ونستخدم في علاج هذه الحالة المضامض الحاوية على ماء أوكسجيني بنسبة 3 بالمئة لتأثيره القاتل على هذه الجراثيم، وذلك لمدة تصل حتى 3 أسابيع، يمكن استخدام مضامض الكلورهيكسيدين أيضا ولكن بشكل أقل فاعلية.
- إزالة العوامل المؤهبة كتحسين نوعية الغذاء والإكثار من الخضار والفواكه والأطعمة المغذية، تجنب الأطعمة الحارة أو غنية التوابل.
- ايقاف التدخين واستهلاك الكحول ولو مؤقتا.
- معالجة الكرب والشدة النفسية.
- يمكن وصف مسكنات الألم ومضادات الالتهاب لتخفيف حدة الآلام.

## الإنذار
في حال لم تعالج هذه الحالة المرضية فإنها ستتطور لالتهاب نسج داعمة تقرحي تموتي، أي أنها ستمتد لتصل للعظم السنخي أسفل النسيج اللثوي وبالتالي تؤدي لتخربه وحدوث امتصاصات عظمية، وقد يؤدي لمضاعفات خطيرة لدي المرضى المثبطي المناعة بشكل خاص. بشكل عام من النادر تطور الآفة لهذه المرحلة دون معالجة لأنها مؤلمة جدا.